# 9 Crimes
9 Crimes è il primo singolo estratto dall'album 9 di Damien Rice. La canzone è cantata da Damien Rice insieme a Lisa Hannigan.

## Il video
Il video del singolo è diretto da Jamie Thraves.

## Tracce
1. 9 Crimes – 3:39
2. The Rat Within the Grain – 2:53

## Colonne sonore
Il singolo fa parte della colonna sonora de Il mattino ha l'oro in bocca, Shrek terzo, dell'episodio nono della terza stagione di Grey's Anatomy "Sussurri e grida" e del nono episodio di The Inbetweeners. Inoltre il quarto episodio della terza stagione di True Blood si chiama appunto "9 crimes" e si chiude con una versione demo della canzone.

## Curiosità
- 9 Crimes è stata suonata durante il funerale di Robert Enke, portiere dell'Hannover 96.

## Classifiche
| Classifica (2006-2013) | Posizione massima |
| ---------------------- | ----------------- |
| Austria                | 57                |
| Belgio (Fiandre)       | 7                 |
| Belgio (Vallonia)      | 33                |
| Germania               | 61                |
| Irlanda                | 14                |
| Paesi Bassi            | 39                |
| Regno Unito            | 29                |
| Svizzera               | 56                |